# Dew-Scented
Dew-Scented war eine 1992 gegründete deutsche Thrash-/Death-Metal-Band. Ihr Name bedeutet „taufrisch duftend“ und leitet sich von einer Strophe eines Gedichts von Edgar Allan Poe ab.

## Geschichte
Sänger Leif Jensen trat der Band 1992 bei, Schlagzeuger Uwe Werning 1997 und Gitarrist Hendrik Bache im Herbst 2001.
Im Winter 1992/1993 brachte die norddeutsche Band ihr erstes Demo Symbolization heraus, welches in der Untergrundszene sehr bekannt wurde und ihnen auch zu ihrem Plattenvertrag bei SPV/Steamhammer verhalf.
Im Frühjahr 1996 erschien Immortelle, das Debütalbum der Band. Sie bewies sich auf Tour mit Edge of Sanity, Lake of Tears und Sadist, als schnelle, aggressive Live-Band. Durch die erhöhte Bandaktivität gab es einige Wechsel im Line-Up. Dennoch ließen sie sich dadurch nicht aus dem Konzept bringen und brachten 1998 über das Label Grind Syndicate Media/NBR ihr zweites Album Innoscent auf den Markt. Im gleichen Jahr spielten sie zum ersten Mal auf dem Wacken Open Air.
Der Sommer 1999 war das Release-Datum für Ill-Natured, einer Mischung aus Death- und Thrash-Metal. Zwei Jahre später, im Sommer 2001, nahm Dew-Scented mit Andy Classen Inwards auf und spielte auf diversen Festivals u. a. mit den deutschen Thrash-Metal-Legenden Kreator, Sodom und Destruction. Erstmals tourte sie dabei auch in den Vereinigten Staaten von Amerika.
Issue VI, das sechste Album erschien im Juni 2005. Im März 2007 erschien das neue Album Incinerate in Europa und im April in Nordamerika. Nach Veröffentlichung des Albums verließ Gitarrist Müller die Band und wechselte später zu Miozän.
Im März 2017 gab die Band bekannt, dass Marc Dzierzon fester neuer Schlagzeuger der Band wird.
Im Mai 2018 gab die Band ihre Auflösung bekannt. Diese erfolgte nach Abschiedskonzerten im Oktober desselben Jahres.

## Diskografie
Alben
- 1996: Immortelle
- 1998: Innoscent
- 1999: Ill-Natured
- 2002: Inwards
- 2003: Impact
- 2003: Ill-Natured & Innoscent (Re-Release)
- 2005: Issue VI
- 2007: Incinerate
- 2010: Invocation
- 2012: Icarus
- 2013: Insurgent
- 2015: Intermination